# Queens of Brazil
Queens of Brazil é uma minissérie de comédia criada por Reinaldo Montalvão. A série estreou em 1 de agosto de 2018 no canal TBS Brasil.

## Exibição
A minissérie foi exibida toda quarta-feira às 18:00 no canal TBS Brasil, e às 19:00 ficava disponível no Youtube no canal de Reinaldo Montalvão.

## Elenco

### Lista de elenco
| Atores             | Personagens  | Função     |
| ------------------ | ------------ | ---------- |
| Reinaldo Montalvão | Natty        | Principal  |
| Victor Meyniel     | Roberta      | Principal  |
| Fabio Viecelli     | Pablo        | Principal  |
| Patricia Thomaz    | Tia Custódia | Recorrente |
| Ricardo Pandolfi   | Bryan        | Principal  |
| Luis Sergio        | Zumbi        | Recorrente |
| Marcelo Prudente   | D. Gersito   | Principal  |
| Leka Rocha         | Heloísa      | Principal  |
| Mina de Lyon       | D. Cintia    | Recorrente |